# 22981 Katz
22981 Katz (1999 VN30) là một tiểu hành tinh vành đai chính được phát hiện ngày 3 tháng 11 năm 1999 bởi nhóm nghiên cứu tiểu hành tinh gần Trái Đất phòng thí nghiệm Lincoln ở Socorro.